# De Draeck en De Sleutel

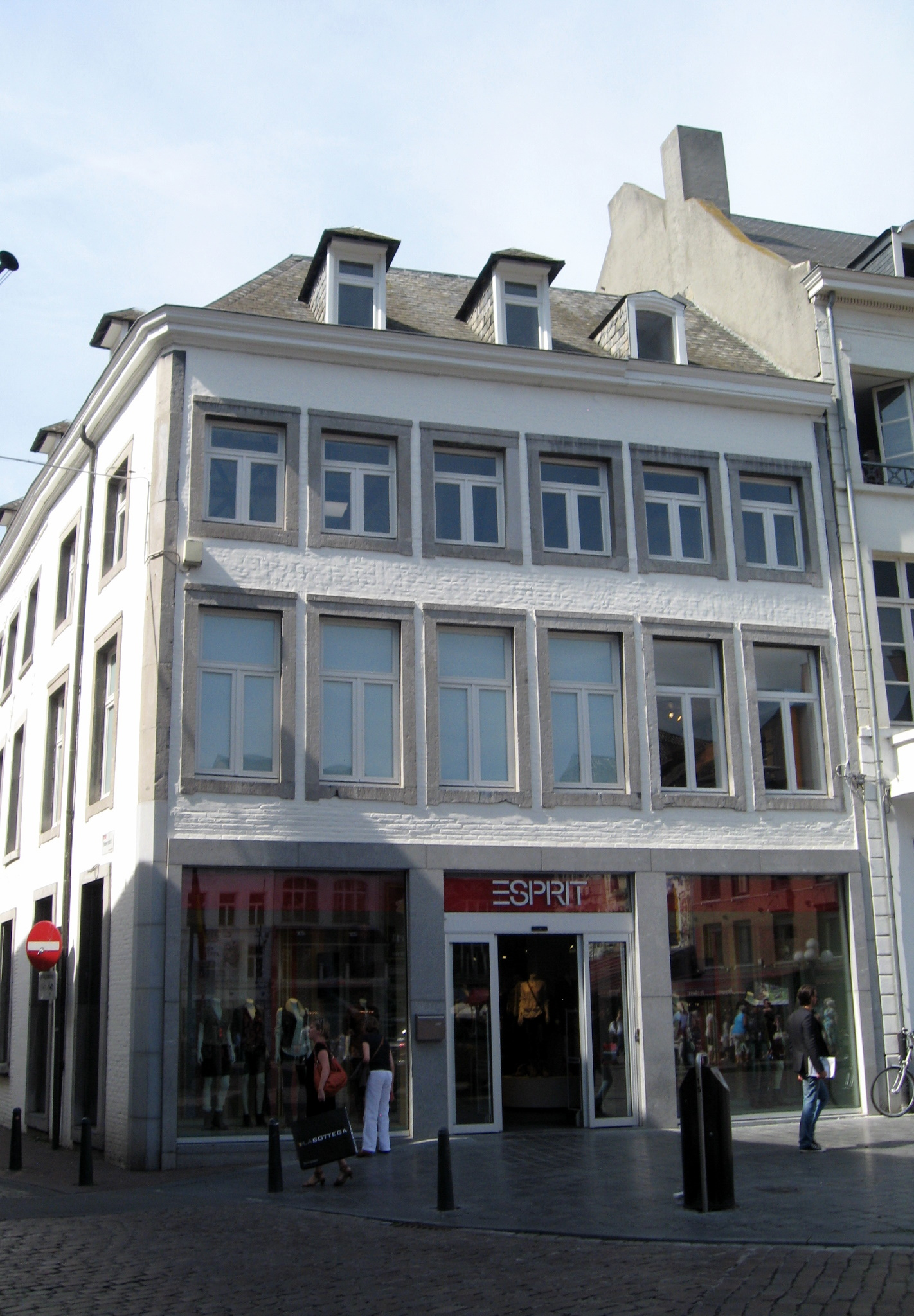
De Draeck en De Sleutel

De Draeck en De Sleutel betreft twee naast elkaar gelegen panden aan de Grote Markt 1 te Hasselt, op de hoek met de Havermarkt.
De Draeck werd voor het eerst vermeld in 1432 en De Sleutel in 1457. De huizen, die in 1980 de monumentenstatus verkregen, werden in de loop der jaren meermalen ingrijpend verbouwd en hun huidige gevels dateren van einde 18e eeuw. De panden, die later tot één pand samengevoegd zijn, herbergden vooral handels- en horeca-activiteiten, zoals winkels, een zilversmidse, een koffiehuis, een herberg, en -van 1949 tot 1987- de boekhandel "Heideland".
Na het vertrek van de boekhandel werden de huizen opnieuw gesplitst waarbij De Draeck een horecazaak huisvestte. Na enkele jaren werden de panden terug samengevoegd: eerst was er een interieurzaak gevestigd, vanaf 2001 herbergen de panden een kledingzaak.